# Donald Budge
Donald Budge, parfois appelé Don Budge, né le 13 juin 1915 à Oakland et mort le 26 janvier 2000 à Scranton, est un joueur de tennis américain des années 1930.
Il a remporté 43 titres en simple messieurs, dont dix titres majeurs : six titres du Grand Chelem et quatre titres du Grand Chelem professionnel. Il détient également huit titres du Grand Chelem en double et double mixte. Ayant quitté le circuit amateur à la fin de l'année 1938, il remporte par la suite trois tournées professionnelles, en 1939, 1940 et 1941.
Vainqueur de Wimbledon et de l'US Open en 1937, puis de l'Open d'Australie et de Roland-Garros en 1938, Budge concrétise un Grand Chelem à cheval sur deux saisons, avant de s'imposer à nouveau en Angleterre et aux Etats-Unis pour réaliser le Grand Chelem calendaire, remportant ainsi six titres du Grand Chelem à la suite.
Budge est le premier tennisman de l'histoire à gagner les quatre tournois qui composent le Grand Chelem de tennis. 
Il fut désigné n°1 mondial au terme de cinq saisons : en 1937, 1938, 1939, 1940 et 1942. Il a aussi remporté la Coupe Davis à deux reprises avec l'équipe des Etats-Unis, en 1937 et 1938.
Beaucoup d'observateurs estimaient qu'il possédait le meilleur revers de l'histoire de tennis, au moins jusqu'à l'avènement de Ken Rosewall dans les années 1950 et 1960.
Donald Budge est membre du International Tennis Hall of Fame depuis 1964.
En décembre 1999, il est victime d'un accident de voiture dont il ne se remet pas et meurt le mois suivant.

## Carrière
Donald Budge est un sportif à multi-facettes. Dès l'âge de huit ans, il tape ses premières balles de tennis, mais il brille aussi au baseball, au basket-ball et surtout au football américain, qui était son sport favori. Mais son père n'apprécie guère qu'il pratique des sports violents. Son frère Lloyd, qui est un grand passionné de tennis, va jouer un rôle important pour amener Donald à une carrière tennistique. Il l'encourage vivement à s'inscrire au Championnat Junior de Californie en 1930 après un entrainement acharné et complet qui va lui permettre de remporter cette compétition (où il était âgé seulement de quinze ans). 1932 sera le début d'un grand évènement, il remporte le Championnat Junior des États-Unis contre Gene Mako, considéré comme l'un des meilleurs joueurs dans cette catégorie. Celui-ci deviendra d'ailleurs son partenaire préféré en double. Fils d'un imprimeur et d'une laveuse de vaisselle, Donald Budge exerçait au début de sa carrière la profession de camionneur.
Dès 1936, à seulement 21 ans, il est finaliste aux Internationaux des États-Unis dans un match âprement disputé où il s'incline contre Fred Perry en 5 sets (2-6, 6-2, 8-6, 1-6, 10-8). 1938 sera l'apothéose : il remporte les 4 tournois majeurs et devient le premier joueur de l'histoire du tennis à accomplir le Grand Chelem. N'ayant plus rien à prouver chez les amateurs, il passe professionnel en octobre 1938 pour rejoindre Tilden, Vines, Cochet et Perry. Destiné à affronter en tournée Vines puis Perry, il signe un contrat de 75 000$.
Son palmarès chez les pros s'enrichit d'un titre à Wembley et au French Pro en 1939, ces deux finales gagnées contre Ellsworth Vines, auquel il faut rajouter deux US Pro Championships en 1940 et 1942. Mais le deuxième conflit mondial et une blessure à l'épaule l'empêchent d'étoffer son palmarès. Il remporte son dernier tournoi en 1955, à presque 40 ans à Fort Lauderdale, contre un autre grand joueur de l'époque Bobby Riggs (6-4, 6-4, 8-6).

## Style de jeu
Donald Budge avait un physique avantageux d'abord par sa grande taille et surtout son extrême souplesse, qui lui permettait une vitesse de déplacement inouïe. Il était doté en plus d'une superbe détente pour réussir des volées dans les meilleures conditions. Son revers était aussi redoutable car très rapide et puissant à la différence des joueurs de cette époque, Bill Tilden et Fred Perry entre autres, qui recherchaient plutôt la précision. Tout cet arsenal lui apportera rapidement des résultats extraordinaires dans les tournois.

## Palmarès en Grand Chelem

### Victoires en simple (6)
| A.   | Date              | Nom et lieu du tournoi              | S. | Finaliste           | Score                   |
| 1937 | 22 juin-4 juillet | Wimbledon                           | He | Gottfried von Cramm | 6-3, 6-4, 6-2           |
| 1937 | 2-11 septembre    | US Championships (Forest Hills)     | He | Gottfried von Cramm | 6-1, 7-9, 6-1, 3-6, 6-1 |
| 1938 | 21-30 janvier     | Australian Championships (Adélaïde) | He | John Bromwich       | 6-4, 6-2, 6-1           |
| 1938 | 2-11 juin         | Roland-Garros French Championships  | Tb | Roderich Menzel     | 6-3, 6-2, 6-4           |
| 1938 | 20 juin-2 juillet | Wimbledon                           | He | Henry Austin        | 6-1, 6-0, 6-3           |
| 1938 | 8-25 septembre    | US Championships (Forest Hills)     | He | Gene Mako           | 6-3, 6-8, 6-2, 6-1      |

### Finale en simple (1)
| A.   | Date           | Nom et lieu du tournoi          | S. | Vainqueur  | Score                    |
| 1936 | 3-12 septembre | US Championships (Forest Hills) | He | Fred Perry | 2-6, 6-2, 8-6, 1-6, 10-8 |

### Victoires en double
- Wimbledon : vainqueur en 1937 et 1938
- US National Championships : vainqueur en 1936 et 1938

### Finales en double
- Internationaux de France de tennis : finaliste en 1938
- US National Championships : finaliste en 1935 et 1937

### Victoires en double mixte
- Wimbledon : vainqueur en 1937 et 1938
- US National Championships : vainqueur en 1937 et 1938

### Finales en double mixte
- Wimbledon : finaliste en 1936
- US National Championships : finaliste en 1936

## Titres en Amateur (1934-1938): 26
|    | Date       | Nom et lieu du tournoi                | Catégorie    | Surface      | Finaliste           | Score                   | Tableau |
| -- | ---------- | ------------------------------------- | ------------ | ------------ | ------------------- | ----------------------- | ------- |
| 1  | 18/06/1934 | California State, Berkeley            |              | Dur          | Edward Chandler     | 6-4, 5-7, 7-5, 3-6, 7-5 | Tableau |
| 2  | 26/03/1935 | Palm Springs Invitation, Palm Springs |              | Dur          | Gene Mako           | 6-2, 6-2                | Tableau |
| 3  | 12/08/1935 | Casino Trophy, Newport                |              | Gazon        | Frank Shields       | 6-3, 5-7, 3-6, 8-6, 6-1 | Tableau |
| 4  | 16/09/1935 | Pacific Southwest, Los Angeles        |              | Dur          | Roderich Menzel     | 1-6, 11-9, 6-3 ab.      | Tableau |
| 5  | 23/09/1935 | Pacific Coast, Berkeley               |              | Dur          | Bobby Riggs         | 6-0, 6-2, 7-9, 6-4      | Tableau |
| 6  | 13/01/1936 | Northern California, San Francisco    |              | ?            | Walter Senior       | 6-4, 6-1, 6-3           | Tableau |
| 7  | 13/04/1936 | North & South Tournament, Pinehurst   |              | ?            | Hal Surface         | 6-0, 6-0, 6-1           | Tableau |
| 8  | 08/06/1936 | Queen's Club Grass Court, Londres     |              | Gazon        | David P. Jones      | 6-4, 6-3                | Tableau |
| 9  | 03/08/1936 | South Orange, Rye                     |              | Gazon        | Bobby Riggs         | 6-8, 6-2, 6-4, 6-3      | Tableau |
| 10 | 13/09/1936 | Pacific Southwest, Los Angeles        |              | Dur          | Fred Perry          | 6-2, 4-6, 6-2, 6-3      | Tableau |
| 11 | 18/09/1936 | Pacific Coast, Berkeley               |              | Dur          | Walter Senior       | 6-1, 6-0, 6-3           | Tableau |
| 12 | 26/12/1936 | Southern California, Los Angeles      |              | ?            | Bobby Riggs         | 6-4, 6-4                | Tableau |
| 13 | 01/02/1937 | Surf Club, Miami                      |              | ?            | Brian Grant         | 6-3, 2-6, 6-4, 6-4      | Tableau |
| 14 | 14/06/1937 | Queen's Club Grass Court, Londres     |              | Gazon        | Henry Austin        | 6-1, 6-2                | Tableau |
| 15 | 22/06/1937 | The Championships, Wimbledon          | Grand Chelem | Gazon        | Gottfried von Cramm | 6-3, 6-4, 6-2           | Tableau |
| 16 | 16/08/1937 | Casino Trophy, Newport                |              | Gazon        | Bobby Riggs         | 6-4, 6-8, 6-1, 6-2      | Tableau |
| 17 | 02/09/1937 | US National Champ’s, Forest Hills     | Grand Chelem | Gazon        | Gottfried von Cramm | 6-1, 7-9, 6-1, 3-6, 6-1 | Tableau |
| 18 | 20/09/1937 | Pacific Southwest, Los Angeles        |              | Dur          | Gottfried von Cramm | 2-6, 7-5, 6-4, 7-5      | Tableau |
| 19 | 04/10/1937 | Pacific Coast, Berkeley               |              | Dur          | Bobby Riggs         | 4-6, 6-3, 6-2, 6-4      | Tableau |
| 20 | 06/12/1937 | Victorian Championships, Melbourne    |              | Gazon        | John Bromwich       | 8-6, 6-3, 9-7           | Tableau |
| 21 | 21/01/1938 | Australian Championships, Adélaïde    | Grand Chelem | Gazon        | John Bromwich       | 6-4, 6-2, 6-1           | Tableau |
| 22 | 02/06/1938 | Internationaux de France, Paris       | Grand Chelem | Terre battue | Roderich Menzel     | 6-3, 6-2, 6-4           | Tableau |
| 23 | 20/06/1938 | The Championships, Wimbledon          | Grand Chelem | Gazon        | Henry Austin        | 6-1, 6-0, 6-3           | Tableau |
| 24 | 05/07/1938 | Prague International, Prague          |              | ?            | Ladislav Hecht      | 6-1, 6-4, 6-4           | Tableau |
| 25 | 15/08/1938 | Casino Trophy, Newport                |              | Gazon        | Sidney Wood         | 6-3, 6-3, 6-2           | Tableau |
| 26 | 08/09/1938 | US National Champ’s, Forest Hills     | Grand Chelem | Gazon        | Gene Mako           | 6-3, 6-8, 6-2, 6-1      | Tableau |

## Palmarès dans les tournois professionnels
- Roland-Garros Pro : vainqueur en 1939
- Wembley Pro : vainqueur en 1939
- US Pro : vainqueur en 1940 et 1942 ; finaliste en 1946, 1947, 1949 et 1953